# Peter Aloysius Marquis d’Agdollo
Peter Aloysius Marquis d’Agdollo († 27. August 1800) war ein sächsischer Hofmeister.

## Leben
Peter Aloysius Marquis d’Agdollo war der Sohn von Gregorio d’Agdollo (1707–1789), einem Kaufmann, Hofrat und sächsischen Residenten in Venedig. Er trat in das Militär des Kurfürstentums Sachsen ein, kämpfte im Siebenjährigen Krieg mit, wurde 1768 Major, 1769 Flügeladjutant des Prinzen Xaver und Obrister der Schweizergarde.
Er heiratete am 6. Juni 1764 die Fürstin Ludovika Amalia Lubomirska (1722–1778), die Tochter des Generals Alexander Jakob Lubomirski und Witwe des Feldmarschalls Friedrich August Rutowski, eines natürlichen Sohnes Augusts des Starken; die Ehe wurde aber auf Wunsch Lubomirskas geheim gehalten, weil sie um ihren Rang am Hof fürchtete.
Im November 1772 übergaben zwei Damen F. und R. an Marquis von Agdollo 600 Mark zur Gründung eines Institutes (Freimaurer-Institut).
Prinz Xaver brauchte d’Agdollo zu geheimen Missionen, und die Witwe des Kurfürsten, Maria Antonia, betraute ihn bei ihrer Abwesenheit von Dresden mit Aufträgen. Namentlich benutzte sie ihn 1776 zu geheimen Verhandlungen mit den Ministern ihres Sohnes, als es darum ging, ihre für 200.000 Taler in Rom und den Niederlanden versetzten Juwelen einzulösen und sie von einer Schuldenlast von mehr als 700.000 Talern durch Abtretung ihrer künftigen Ansprüche an den Allodial-Nachlass des kinderlosen Kurfürsten Max III. Joseph von Bayern an ihren Sohn zu befreien.
Großes Aufsehen erregte seine plötzliche Verhaftung am 16. September 1776 und Abführung auf die Festung Königstein; er blieb bis zu seinem Tod Staatsgefangener. Der Grund seiner Verhaftung blieb geheim; sogar seinen Ministern verschwieg der Kurfürst die Ursache. Nur der Kurfürst und dessen Mutter, auf deren Anregung die Verhaftung erfolgte, kannten d’Agdollos Vergehen. Der Kurfürst erklärte seinen Ministern, dass die Sache nur ihn persönlich angehe, nichts mit der Erbschaftsangelegenheit zu tun habe und deshalb nicht vor den Staatsrat gehöre. Ein katholischer Geistlicher soll d’Agdollo vernommen und dessen Aussagen mündlich dem Kurfürsten übermittelt haben; der Kurfürst selbst verurteilte d’Agdollo zu lebenslanger Festungshaft.
Ein Teil der Briefe zwischen dem Kurfürsten und seiner Mutter, namentlich ein Schriftstück des Marquis, das Schmähungen und Drohungen enthalten haben soll, scheint vom Kurfürsten selbst vernichtet worden zu sein. Wegen der unglücklichen Verhandlungen mit dem Marquis d’Agdollo wurden die sächsischen Minister Leopold Nicolaus von Ende und Graf Carl von der Osten-Sacken am 26. März 1777 durch den Kurfürsten gemeinsam und für beide wenig ehrenhaft entlassen.